# Asami Sato
Asami Sato (佐藤麻美 Satō Asami) là một nhân vật hư cấu trong loạt phim hoạt hình Mỹ The Legend of Korra. Nhân vật được lồng tiếng bởi Seychelle Gabriel và lần đầu xuất hiện trong tập đầu tiên của Quyển 1: Khí.
Asami là con gái của Hiroshi Sato, một nhà công nghiệp giàu có và người sáng lập Tập đoàn Future Industries, công ty sản xuất xe hơi "Satomobile". Cô không sở hữu năng lực ngự thuật, nhưng lại nổi bật nhờ trí tuệ, kỹ năng chiến đấu và tay nghề cơ khí. Trong suốt loạt phim, Asami trở thành một thành viên trung thành trong nhóm bạn của Avatar Korra, đồng thời phát triển mối quan hệ tình cảm sâu sắc với Korra.

## Tiểu sử
Asami xuất hiện lần đầu khi cứu Mako khỏi một tai nạn xe cộ. Sau đó, cô nhanh chóng trở thành bạn gái của anh. Khi phát hiện cha mình hợp tác với Hội Bình Đẳng để lật đổ các ngự thuật sư, Asami lựa chọn đứng về phía Avatar và chống lại cha mình.
Cô tiếp tục sát cánh cùng nhóm bạn qua các cuộc khủng hoảng ở Thành phố Cộng Hòa: từ chiến tranh chính trị đến mối đe dọa từ linh giới và các thế lực cực đoan như Hội Hồng Liên và Kuvira. Trong suốt hành trình, Asami ngày càng chứng tỏ vai trò quan trọng trong đội, không chỉ về mặt kỹ thuật mà còn trong chiến lược và lãnh đạo.
Trong phần cuối của loạt phim, mối quan hệ giữa Asami và Korra được phát triển rõ nét hơn, kết thúc bằng cảnh hai người nắm tay bước vào Linh giới cùng nhau, ám chỉ một mối quan hệ tình cảm đồng giới. Điều này được xác nhận bởi đội ngũ sáng tạo và nhận được sự ủng hộ rộng rãi từ cộng đồng người hâm mộ.

## Phản hồi
Asami được đánh giá cao vì là hình mẫu nữ nhân vật mạnh mẽ không cần sở hữu năng lực siêu nhiên. Sự phát triển mối quan hệ giữa cô và Korra được xem là bước tiến đáng kể về mặt đại diện LGBTQ+ trong hoạt hình phương Tây. Các nhà phê bình và khán giả ca ngợi nhân vật vì chiều sâu, lòng trung thành, và tính nhân văn.